# Bannihatti, Hirekerur
Bannihatti là một làng thuộc tehsil Hirekerur, huyện Haveri, bang Karnataka, Ấn Độ.